# 短管鷹銃

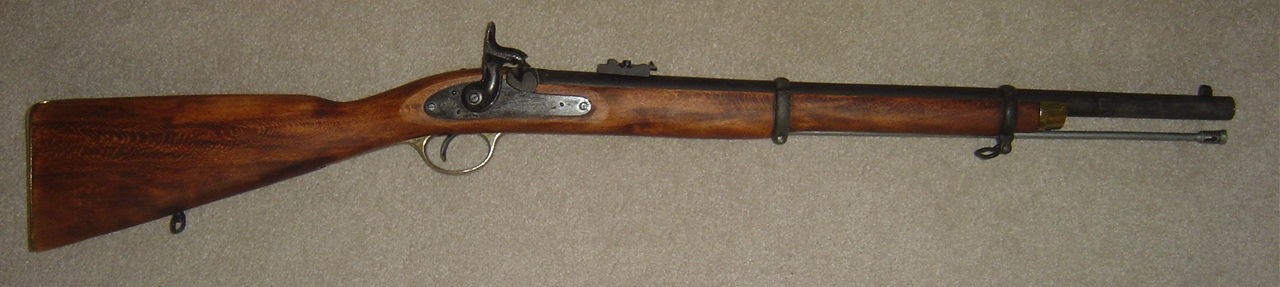
短管鳥銃複製品。

短管鷹銃（Musketoon）是短銃管的鷹銃，長度介於50~70公分，可分為縮短版鷹銃或雷筒（發射散彈）。短管鷹銃的口徑與鷹銃一樣或許會更大一些，短管鷹銃通常被海軍或海盜使用，騎兵也會將其作卡賓槍來使用。